# Capupa
Capupa é uma comuna angolana. Pertence ao município do Cubal, na província de Benguela.